# خنيز فوقاني (الرقة)
خنيز فوقاني قرية سورية تتبع ناحية مركز الرقة في منطقة مركز الرقة في محافظة الرقة. بلغ عدد سكانها 1101 نسمة في عام 2004 حسب إحصاء المكتب المركزي للإحصاء.